# أنتوني هيل (كاتب)
أنتوني هيل (بالإنجليزية: Anthony Hill)‏ هو كاتب للأطفال وكاتب أسترالي، ولد في 1942.